# زمین‌لرزه‌های بزرگ آنسی

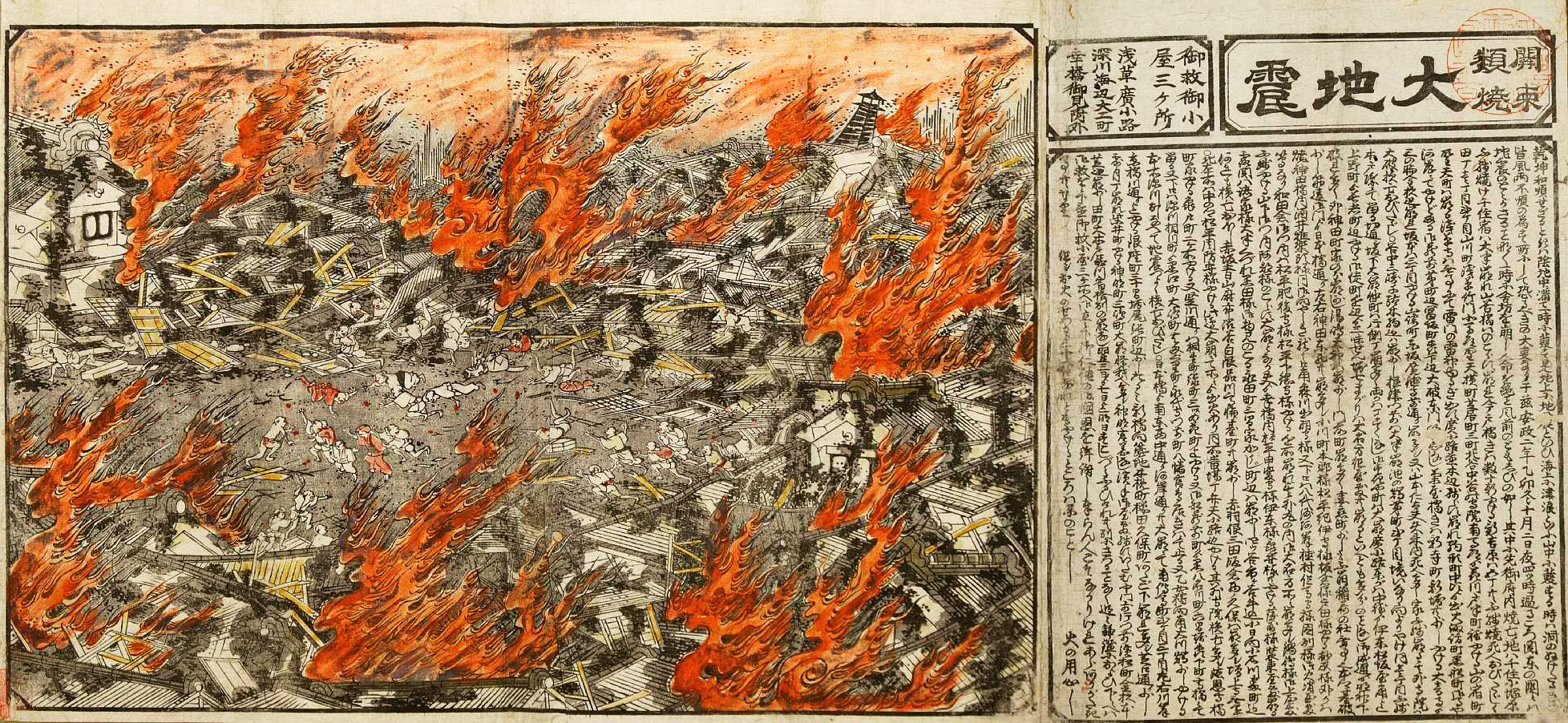
تصویری تخیلی و نقاشی شده از زلزله بزرگ آنسی

زلزله‌های بزرگ آنسی (به ژاپنی: 安政の大地震, Ansei no Dai Jishin) به سه زلزله بزرگ در دوره آنسی (دوره) (۱۸۵۴–۱۸۶۰) در ژاپن در سال‌های ۱۸۵۴–۱۸۵۵ میلادی گفته می‌شود.
- زلزله توکای (۱۸۵۴) (安 政 東海 地震، Ansei Tōkai Jishin) زمین لرزه ای به بزرگی ۸٫۴ ریشتر بود که در ۲۳ دسامبر ۱۸۵۴ اتفاق افتاد. مرکز زمین لرزه (⎘ روم مرکز) از خلیج سوروگا تا اعماق اقیانوس بود و در درجه اول در منطقه توکای زده شد، اما خانه‌ها را به دور از ادو تخریب کرد ادو. تسونامی بعدی باعث خسارت در کل ساحل از شبه جزیره بوسو در استان امروزی استان چیبا تا ولایت توسا (استان کوچی جدید)
- زلزله نانکای (۱۸۵۴) (安 政 南海 地震، Ansei Nankai Jishin) زمین لرزه ای به بزرگی ۸٫۴ ریشتر بود که در ۲۴ دسامبر ۱۸۵۴ رخ داد. بیش از ۱۰ هزار نفر از مردم منطقه توکای تا کیوشو کشته شدند.
- زلزله ادو (۱۸۵۵) (安 政 江 戸 地震، Ansei Edo Jishin) بزرگای موج سطحی ۷٫۰ بود.